# Тім Ґоранссон
Тім Ґоранссон (швед. Tim Göransson; нар. 26 березня 1988) — колишній шведський тенісист.
Найвищу одиночну позицію світового рейтингу — 495 місце досяг 27 липня 2009, парну — 671 місце — 27 липня 2009 року.

## Титули ITF Ф'ючерс

### Одиночний розряд: (1)
| Ранг | Дата     | Турнір         | Рівень  | Покриття | Суперник           | Рахунок  |
| ---- | -------- | -------------- | ------- | -------- | ------------------ | -------- |
| 1.   | Бер 2009 | Італія F3, Рим | Ф'ючерс | Ґрунт    | Федеріко Дельбоніс | 6–4, 6–3 |